# Avon (rivière de Marlborough)
Pour les articles homonymes, voir Avon.
La rivière Avon s’écoule vers le nord-est à partir de sa source située dans le pays accidenté situé au sud-ouest de la ville de Blenheim dans la région de Marlborough, pour atteindre la rivière Waihopai à 20 kilomètres (12,42742384 mi) de la sortie de cette dernière, qui se déverse dans le fleuve  Wairau dans l’Île du  Sud de la Nouvelle-Zélande.